# Ethel Duffy Turner
Ethel Duffy Turner (1885, San Pablo, Califórnia - 1969, Cuernavaca) foi uma jornalista e escritora norte-americana. Foi testemunha dos acontecimentos da Revolução Mexicana. É conhecida por seu livro "Ricardo Flores Magón e o Partido Liberal Mexicano", bem como por sua relação com o também jornalista John Kenneth Turner.